# Селва Пјана (Кјети)
Селва Пјана (итал. Selva Piana) је насеље у Италији у округу Кјети, региону Абруцо.
Према процени из 2011. у насељу је живело 455 становника. Насеље се налази на надморској висини од 148 м.